# Mistrzostwa Świata w Piłce Nożnej 2026 (eliminacje strefy UEFA)/Grupa D
W Grupie D eliminacji do Mistrzostw Świata 2026 biorą udział następujące zespoły:
- Francja
- Ukraina
- Islandia
- Azerbejdżan

## Tabela
| Lp. | Drużyna     | M | Z | R | P | B+ | B- | +/– | Pkt | Kwalifikacja                    |        | Francja | Ukraina | Islandia | Azerbejdżan |
| --- | ----------- | - | - | - | - | -- | -- | --- | --- | ------------------------------- | ------ | ------- | ------- | -------- | ----------- |
| 1   | Francja     | 0 | 0 | 0 | 0 | 0  | 0  | 0   | 0   | awans do Mistrzostw Świata 2026 |        |         | 13 lis  | 9 wrz    | 10 paź      |
| 2   | Ukraina     | 0 | 0 | 0 | 0 | 0  | 0  | 0   | 0   | baraż                           |        | 5 wrz   |         | 16 lis   | 13 paź      |
| 3   | Islandia    | 0 | 0 | 0 | 0 | 0  | 0  | 0   | 0   |                                 |        | 13 paź  | 10 paź  |          | 5 wrz       |
| 4   | Azerbejdżan | 0 | 0 | 0 | 0 | 0  | 0  | 0   | 0   |                                 | 16 lis | 9 wrz   | 13 lis  |          |             |

## Wyniki
| 5 września 2025 | Islandia |  | Azerbejdżan |  |
| 20:45 CEST      |          |  |             |  |

| 5 września 2025 | Ukraina |  | Francja |  |
| 20:45 CEST      |         |  |         |  |

| 9 września 2025 | Azerbejdżan |  | Ukraina |  |
| 20:45 CEST      |             |  |         |  |

| 9 września 2025 | Francja |  | Islandia |  |
| 20:45 CEST      |         |  |          |  |

| 10 października 2025 | Islandia |  | Ukraina |  |
| 20:45 CEST           |          |  |         |  |

| 10 października 2025 | Francja |  | Azerbejdżan |  |
| 20:45 CEST           |         |  |             |  |

| 13 października 2025 | Islandia |  | Francja |  |
| 20:45 CEST           |          |  |         |  |

| 13 października 2025 | Ukraina |  | Azerbejdżan |  |
| 20:45 CEST           |         |  |             |  |

| 13 listopada 2025 | Azerbejdżan |  | Islandia |  |
| 20:45 CEST        |             |  |          |  |

| 13 listopada 2025 | Francja |  | Ukraina |  |
| 20:45 CEST        |         |  |         |  |

| 16 listopada 2025 | Azerbejdżan |  | Francja |  |
| 20:45 CEST        |             |  |         |  |

| 16 listopada 2025 | Ukraina |  | Islandia |  |
| 20:45 CEST        |         |  |          |  |